# Bargarh
Bargarh là một thành phố và khu đô thị của quận Bargarh thuộc bang Orissa, Ấn Độ.

## Địa lý
Bargarh có vị trí 21°20′B 83°37′Đ / 21,33°B 83,62°Đ Nó có độ cao trung bình là 171 mét (561 foot).

## Nhân khẩu
Theo điều tra dân số năm 2001 của Ấn Độ, Bargarh có dân số 63.651 người. Phái nam chiếm 52% tổng số dân và phái nữ chiếm 48%. Bargarh có tỷ lệ 72% biết đọc biết viết, cao hơn tỷ lệ trung bình toàn quốc là 59,5%: tỷ lệ cho phái nam là 79%, và tỷ lệ cho phái nữ là 65%. Tại Bargarh, 11% dân số nhỏ hơn 6 tuổi.